# Găbene
Găbene (bulgariska: Гъбене) är ett distrikt i Bulgarien.   Det ligger i kommunen Obsjtina Gabrovo och regionen Gabrovo, i den centrala delen av landet, 150 km öster om huvudstaden Sofia.